# Linia 6 metra w Paryżu
Linia 6 paryskiego metra jest linią zbudowaną w Paryżu w 1909 roku. Ostatnio rozbudowywana w 1942. Przebiega od stacji Nation do Charles de Gaulle Charles de Gaulle – Étoile. W ponad połowie długości jest linią nadziemną zbudowaną na wiaduktach. Linia przecina również Sekwanę niedaleko wieży Eiffla, przejeżdżając przez górny poziom mostu Bir-Hakeim. 

## Lista stacji
| #  | Nazwa                                | Miejscowość/dzielnica                      | Otwarcie | Możliwe przesiadki | Liczba pasażerów (2021) | Pozycja w całym systemie względem liczby pasażerów (2021) |
| -- | ------------------------------------ | ------------------------------------------ | -------- | ------------------ | ----------------------- | --------------------------------------------------------- |
| 1  | Charles de Gaulle – Étoile           | 8. dzielnica; 16. dzielnica; 17. dzielnica | 1900     |                    | 4 291 663               | 47                                                        |
| 2  | Kléber                               | 16. dzielnica                              | 1900     | –                  | 724 215                 | 293                                                       |
| 3  | Boissière                            | 16. dzielnica                              | 1900     | –                  | 1 224 181               | 260                                                       |
| 4  | Trocadéro                            | 16. dzielnica                              | 1900     |                    | 5 284 134               | 28                                                        |
| 5  | Passy                                | 16. dzielnica                              | 1903     | –                  | 2 080 548               | 171                                                       |
| 6  | Bir-Hakeim Tour Eiffel               | 15. dzielnica                              | 1906     |                    | 3 362 908               | 90                                                        |
| 7  | Dupleix                              | 15. dzielnica                              | 1906     | –                  | 2 028 963               | 176                                                       |
| 8  | La Motte-Picquet – Grenelle          | 15. dzielnica                              | 1906     |                    | 5 117 708               | 34                                                        |
| 9  | Cambronne                            | 15. dzielnica                              | 1906     | –                  | 1 636 566               | 218                                                       |
| 10 | Sèvres – Lecourbe                    | 15. dzielnica                              | 1906     | –                  | 1 257 040               | 258                                                       |
| 11 | Pasteur                              | 15. dzielnica                              | 1906     |                    | 3 026 286               | 105                                                       |
| 12 | Montparnasse – Bienvenüe             | 6. dzielnica; 14. dzielnica; 15. dzielnica | 1906     |                    | 20 407 224              | 4                                                         |
| 13 | Edgar Quinet                         | 14. dzielnica                              | 1906     | –                  | 1 349 178               | 248                                                       |
| 14 | Raspail                              | 14. dzielnica                              | 1906     |                    | 1 238 357               | 259                                                       |
| 15 | Denfert-Rochereau Colonel Rol-Tanguy | 14. dzielnica                              | 1906     |                    | 2 543 959               | 133                                                       |
| 16 | Saint-Jacques                        | 14. dzielnica                              | 1906     | –                  | 1 407 837               | 245                                                       |
| 17 | Glacière                             | 13. dzielnica                              | 1906     | –                  | 3 005 750               | 107                                                       |
| 18 | Corvisart                            | 13. dzielnica                              | 1906     | –                  | 1 570 331               | 226                                                       |
| 19 | Place d'Italie                       | 13. dzielnica                              | 1906     |                    | 7 119 097               | 14                                                        |
| 20 | Nationale                            | 13. dzielnica                              | 1909     | –                  | 1 320 290               | 251                                                       |
| 21 | Chevaleret                           | 13. dzielnica                              | 1909     | –                  | 2 748 696               | 124                                                       |
| 22 | Quai de la Gare                      | 13. dzielnica                              | 1909     | –                  | 1 735 465               | 202                                                       |
| 23 | Bercy                                | 12. dzielnica                              | 1909     |                    | 3 884 212               | 61                                                        |
| 24 | Dugommier                            | 12. dzielnica                              | 1909     | –                  | 1 725 412               | 204                                                       |
| 25 | Daumesnil Félix Éboué                | 12. dzielnica                              | 1909     |                    | 3 634 023               | 70                                                        |
| 26 | Bel-Air                              | 12. dzielnica                              | 1909     | –                  | 1 605 573               | 220                                                       |
| 27 | Picpus Courteline                    | 12. dzielnica                              | 1909     | –                  | 931 602                 | 286                                                       |
| 28 | Nation                               | 11. dzielnica; 12. dzielnica               | 1909     |                    | 6 050 797               | 20                                                        |